# Imperiets dotter
Imperiets dotter är en fantasyserie bestående av sex sammanhängande böcker, Maras List, Maras hämnd, Barbaren, Kaos, Magi och Det Förbjudna skrivna av författarna Raymond E. Feist och Janny Wurts. I den amerikanska originalutgåvan har böckerna dock getts ut i tre volymer med titlarna "Daughter of the Empire", "Servant of the Empire" och "Mistress of the Empire".

## Bakgrund
Samtliga böcker utspelar sig i fantasyvärlden Kelewan. Denna värld består till stor del av landet och imperiet Tsuranuanni, i vilket böckernas handling utspelar sig. Bokseriens huvudperson heter Mara och är dotter till en av de godsägare som tillsammans strider om makten i landet. Dessa godsägare är dock inte mäktigast i imperiet utan har överordnade under titeln krigsherre respektive kejsare. Förvisso har kejsaren vid seriens början bara makt begränsad till vad som sker inom den andliga världen, men ändå är godsägarna tvungna att underkasta sig kejsaren då annat skulle leda till extrem vanära. I Tsuranuanni föds alla människor - i synnerhet de högt uppsatta - mycket äregiriga och hedern är det viktigaste man har, därför är självmord vanligt för personer som drabbas av vanära. Tillsammans med andra faktorer inom serien så som arkitektur, vapen och rustningar så kan denna mycket invecklade hederskodex till viss del jämföras med vad som tidigare fanns inom den japanska kulturen.

## Handling
Handlingen börjar med att Mara får meddelandet att hennes bror och far har dött då Mara genomgår den ritual som strax senare skulle vigt henne till syster av Lashima-orden. Men istället blir hon nu ensam härskarinna för godset Acoma, som tidigare varit ett av de största i Tsuranuanni men efter dessa motgångar nu är väldigt försvagat. Detta på grund av att merparten av Acomas armé nämligen sedan länge rest till den fjärran världen Midkemia genom en dimensionell port - i boken kallad rämna - från vilken bara en handfull soldater har återvänt från. Till denna skara tillhör dessvärre inte hennes far och bror. Genom användning av mycket list och rationella metoder under sitt styre blir Mara snart en respekterad och beundrad härskarinna.